# 超級小英雄
《超級小英雄》是台灣於1987年8月3日至9月12日期間，中華電視台每週一至週五晚間19:00～19:30播出的科幻台語連續劇。葉飛、張媛婷、沈義大、黃仲裕、張凱琪等人主演。

## 作品概要
此戲劇的架構上，是融合古代武俠世界與科幻戲劇元素。在劇情中除有著人類與外星人之間的敘述外，並有飛碟、機器人等道具角色登場。

## 故事
在古時候的中原，有著一位正義凜然的劍聖玄武、和柔情的女子芸娘。因劍聖玄武聲名遠播，各方相逼其鑄劍，而芸娘之後為保護玄武而亡。在四十年後芸娘重生變成俱有超能力的女子，醫好當時誤闖地窖的青年方玉龍的手臂後，結成了夫妻，後續生下了被稱為「超級小英雄」的兒子－星兒。
「超級小英雄」星兒自母親芸娘被帶回土魯星之後，就和父親方玉龍形影不離，四處流浪、尋母。在一路上也跟來不少欲奪武玄劍的野心者與會發生許多事蹟。
而外星人芸娘再度回到地球上後，除了急欲見到星兒父子倆，同時亦是因為她的母星上發生了大事；並且有著一群相貌怪異外星人在追蹤她的情況。

## 主要人物
- 方玉龍（葉飛　飾）

個性憨厚，糊裏糊塗掉進地窖而結識芸娘。在劇情中帶著其子－星兒四處流浪尋找失散的妻子。
- 芸娘（張媛婷　飾）

來自於土魯星的外星人，因為飛行船機件故障，只好停在地球上，並借用了美麗的芸娘軀殼在地球上生存，與方玉龍兩人共譜一段「外星戀」。
- 星兒（沈義大　飾）

方玉龍與芸娘之子，為地球人與土魯星混血，天生擁有奇異的神力，因此常四處被人認為是「小妖怪」的化身。年幼的他對於「為何有許多女子喜歡自己的父親？」也深感不解。一度以為父親變心，背叛母親，開始對父親採取不合作的態度，讓方玉龍頭痛不已。
- 真博

星兒的機器人跟班之一。
- 假博

星兒的機器人跟班之一。喜歡吐嘲真博。
- 秀秀（張凱琪　飾）

曾受方玉龍所助而喜歡上他，但是得知他君有婦後便黯然離去，最後與郭恨一同相結歸隱山林。
- 郭恨（黃仲裕　飾）

個性火爆、好勇鬥狠，一心想奪玄武劍，而臉上的疤痕令他自卑不已，最後受到秀秀撓以大義，並不以其外貌「醜」就抹殺他的本性，使其棄惡從善改過自新，最後與秀秀一同相結歸隱山林。
- 玄武（梁育勳　飾）
- 魚天楓（梁巧穎　飾）
- 黑長老（白國豐　飾）
- 白長老（陳宏嘉　飾）
- 黑元帥（謝宗佑　飾）
- 白元帥（梁馨文　飾）
- 愛博（陳芳玉　飾）
- 大博（洪紫淋　飾）
- 小博（陳郁昀　飾）

## 幕後人員
- 影片製作人：張育安
- 製作：吳元翔
- 編劇：林盈辰
- 編審：梁世葆